# Jason Tabansky
Jason Tabansky, né le 28 août 1983 à Brownsville, est un archer américain, titré champion paralympique lors des Jeux de Paris 2024.

## Biographie
Jason Tabansky a intégré l'Armée de terre des États-Unis en 2001. Il a servi pendant 15 ans en tant que mécanicien, membre d'équipage et instructeur sur  Chinook, réalisant deux déploiements en Afghanistan et un en Irak. En septembre 2015, une chute depuis un Chinook à Londres endomage sa colonne vertébrale au point de ne plus pouvoir marcher,.
Tabansky pratiquait la chasse à l'arc avant son accident. Après la paralysie de ses jambes, il s'est mis au tir à l'arc handisport.
Il participe aux Jeux paralympiques pour la première fois à Paris, en 2024. Non qualifié initialement, la blessure de l'Australien Christopher Davis lui a permis de participer à l'épreuve en catégorie W1. Classé sixième après le tour de classement, il progresse jusqu'à la finale où il bat le Chinois Han Guifei avec sa dernière flèche. En tant que vétéran, il salue sur le podium pendant que retenti l'hymne américain. Le lendemain, il est écarté en quart de finale de l'épreuve par équipe W1, avec Tracy Otto.

## Palmarès
- Jeux paralympiques
  -  Médaille d'or en W1 à Paris en 2024
- Championnats panaméricains
  -  Médaille d'or en W1 à Santiago en 2022
  -  Médaille d'or en équipe mixte W1 à Santiago en 2022, avec Lisa Coryell
  -  Médaille d'argent en équipe W1 à Santiago en 2022, avec Lucas Herro
  -  Médaille d'or en W1 à São Paulo en 2024
  -  Médaille d'or en équipe mixte W1 à São Paulo en 2024, avec Tracy Otto
- Jeux parapanaméricains
  -  Médaille d'argent en W1 à Santiago en 2023